# Éditions Archè
 (septembre 2020).
Si vous disposez d'ouvrages ou d'articles de référence ou si vous connaissez des sites web de qualité traitant du thème abordé ici, merci de compléter l'article en donnant les références utiles à sa vérifiabilité et en les liant à la section « Notes et références ».
Archè (Archè Milano, Milan) est une maison d'édition franco-italienne fondée en 1967, par Laszlo (Ladislao) Toth (1934 - 2021). 
Spécialisée dans l'édition d'ouvrages sur la métaphysique d’Orient et d’Occident, la mythologie, la franc-maçonnerie, l’alchimie, le symbolisme et les essais sur l'histoire des religions. 
En collaboration avec la Société d'Étude de l'Histoire de l'Alchimie (SEHA-CNRS), Archè publie des éditions critiques de textes alchimiques dans la collection Textes et travaux de Chrysopoeia de même que des études sur cette discipline et des revues, comme Chrysopoeia sous la direction de Sylvain Matton.
Pendant plusieurs années les éditions Archè de Milan étaient diffusées en France par Edidit et à la suite du décès de Laszlo Toth en 2021, les Éditions de la Tarente sont dépositaires de son héritage éditorial et s’occupent de la diffusion de cette célèbre maison d’édition.
Pour en savoir plus sur l'histoire de l'origine de la maison édition Archè voir l'article Archè, son histoire par le fondateur dans le volume édité par Hans Thomas Hakl : Octagon volume 4 - La recherche de perfection - 2018, p. 391-415.